# Criptovalor no fungible
Un criptovalor no fungible (també conegut per la sigla NFT, de l'anglès non-fungible token) és un tipus especial de criptomoneda que representa una cosa única. Els criptovalors no fungibles no són, per tant, mútuament intercanviables. Això contrasta amb les monedes digitals i molts testimonis d'autenticació o d'utilitat que són fungibles per naturalesa. Es pot considerar que els NFT són certificats de propietat d'actius virtuals o físics. De forma intuïtiva, hi ha qui compara un NFT amb comprar una impressió autografiada digital.

## Aplicacions
Els criptovalors no fungibles s'utilitzen per crear una escassetat digital verificable, així com brindar una propietat digital, i la possibilitat d'interoperabilitat dels actius en múltiples plataformes. Aquests criptovalors s'utilitzen en diverses aplicacions específiques que requereixen articles digitals únics, com el criptoart, els col·leccionables digitals i els jocs en línia.
El primer us dels criptovalors no fungibles es troba a l'art, com de blockchain en general, per la seva capacitat de proporcionar una prova d'autenticitat i propietat d'art digital que d'altra manera havia de lluitar amb el potencial de reproducció massiva i distribució no autoritzada d'art a través d'internet. El febrer del 2021 els criptovalors no fungibles van augmentar de popularitat amb el treball "Everydays. The first 5000 days "de l'artista digital americà Beeple, va ser la primera obra d'art NFT en ser llistada a Christie 's, una de les principals cases de subhastes. Uns dies després, el meme animat del Nyan cat s'havia estat venut en un lloc web per 600,000 USD.
Més tard, jocs populars de blockchain com CryptoKitties van fer ús de NFT en el blockchain d'Ethereum. Els NFT també s'han utilitzat per representar actius del joc que són controlats per l'usuari en lloc del desenvolupador del joc. Això permet que els actius es negociïn en mercats de tercers sense el permís del desenvolupador del joc.

## Estàndards
S'han creat estàndards de testimonis de seguretat específics per donar suport l'ús d'una cadena de blocs en els jocs. Entre ells es troben l'estàndard ERC-721 de Ethereum de CryptoKitties, i el més recent estàndard ERC-1155.

### Estàndard ERC-721
ERC721 va ser el primer estàndard per representar actius digitals no fungibles. ERC721 és un estàndard de contracte intel·ligent heretable de Solidity, el que significa que els desenvolupadors poden crear fàcilment nous contractes compatibles amb ERC721 important-des de la biblioteca OpenZeppelin.

### Estàndard ERC-1155
ERC1155, porta la idea de semi-fungibilitat al món NFT, així com proporciona un superconjunt de la funcionalitat ERC721, el que significa que un actiu ERC721 podria ser construït usant ERC1155.

## Ús
La identitat única i la propietat d'un NFT és identificable a partir del llibre de blockchain. La propietat del blockchain sovint s'associa amb una llicència per utilitzar l'actiu digital subjacent, però en general no confereix drets d'autor al comprador. Alguns acords només concedeixen una llicència per a ús personal i no comercial, mentre que altres llicències també permeten l'ús comercial de l'actiu digital subjacent.

### Art digital
L'art digital va ser un cas d'ús primerenc dels NFT, a causa de la capacitat de la blockchain d'assegurar la signatura digital i propietat única dels NFT. L'art digital titulat Everydays: the First 5000 Days, per l'artista Mike Winkelmann (conegut professionalment com a Beeple), va ser venut per 69,3 milions de dòlars el 2021. Aquest va ser el tercer preu de subhasta més alt per una obra d'artista viu, després d'obres de Jeff Koons i David Hockney, respectivament.
Una altra peça de Beeple titulada Crossroad, un vídeo de 10 segons que mostra vianants animats caminant més enllà d'una figura de Donald Trump, es va vendre per 6,6 milions de dòlars a Nifty Gateway el març de 2021.
Curio Cards, un conjunt digital de 30 targetes úniques considerades com les primeres col·lectives de Crypto Art a la blockchain d'Ethereum, venut per 1,2 milions de dòlars a la subhasta Post-War to Present de Christie. El lot incloïa la targeta "17b", un error d'impressió digital.
Algunes col·leccions de NFT són exemples d'art generatiu, on es poden crear moltes imatges diferents mitjançant l'assemblatge d'una selecció de components simples d'imatge en diferents combinacions.
El març de 2021, l'empresa de blockchain Injective Protocol va comprar una impressió original de 95.000 dòlars titulada "Morons (White)" de l'artista de grafits anglès Banksy, i va filmar algú que la cremava amb un encenedor, amb el vídeo sent encunyat i venut com a NFT. La persona que va destruir l'obra d'art, que es va anomenar "Burnt Banksy", va descriure l'acte com una manera de transferir una obra física de l'art a l'espai NFT.
Les obres d'art digital robades sovint es venen de manera fraudulenta com a NFT. En el seu anunci de desenvolupar el suport NFT per a l'editor gràfic Photoshop, Adobe ha proposat crear una base de dades InterPlanetary File System per tal de garantir la millor atribució adequada de l'art NFT.

### Jocs
Els NFT es poden utilitzar per representar els actius del joc, com ara trames digitals de terra, que són controlades per l'usuari en lloc del desenvolupador del joc. Els NFT permeten que els actius es comercialitzin en mercats de tercers sense permís del desenvolupador del joc.
L'octubre de 2021, el desenvolupador Valve va prohibir aplicacions que utilitzen tecnologia de blockchain o NFT per intercanviar valor o artefactes de joc de la seva plataforma Steam.

### Mons virtuals
Algunes comunitats privades en línia s'han format al voltant de la propietat confirmada de certs llançaments de NFT.
Els mons virtuals com Decentraland, Sandbox i Somnium Space permeten als usuaris crear galeries per mostrar objectes de NFT art i NFT en el joc. S'han utilitzat els NFT per subhastar terres virtuals dins dels jocs. El juny de 2021, una parcel·la de terra virtual de 16 acres a Decentraland es va vendre per 913.228,20 dòlars.

### Música
Blockchain i la tecnologia que permet la xarxa han donat als músics l'oportunitat de tokenitzar i publicar el seu treball com a NFT. A mesura que la seva popularitat va créixer el 2021, els NFT van ser utilitzats per artistes i músics de gira per recuperar els ingressos perduts a causa de la pandèmia COVID-19 de 2020. El febrer de 2021, els NFT va generar al voltant de 25 milions de dòlars dins la indústria musical. El 28 de febrer de 2021, el músic de dansa electrònica 3LAU va vendre una col·lecció de 33 NFT per un total de 1,7 milions de dòlars per commemorar l'aniversari de tres anys del seu àlbum Ultraviolet. El 3 de març de 2021, el grup de rock Kings of Leon es va convertir en el primer a anunciar el llançament d'un nou àlbum, When You See Yourself, en forma de NFT que va generar un pressupost de $2 milions en vendes. Altres músics que han utilitzat els NFT inclouen el raper americà Lil Pump, l'artista visual Shepard Fairey en col·laboració amb el productor discogràfic Mike Dean, i el raper Eminem.

### Cinema
El maig de 2018, 20th Century Fox es va associar amb Atom Tickets i va llançar cartells digitals Deadpool 2 d'edició limitada per promocionar la pel·lícula. Estaven disponibles a OpenSea i l'intercanvi GFT. El març de 2021, el documental de 2015 Claude Lanzmann: Spectres of the Shoah d'Adam Benzine es va convertir en la primera pel·lícula i documental que es va subhastar com a NFT.
Altres projectes en la indústria del cinema que utilitzen les NFT inclouen l'anunci que una col·lecció d'obres d'art NFT exclusiu serà llançada per Godzilla vs Kong i el director Kevin Smith va anunciar a l'abril de 2021 que la seva propera pel·lícula de terror Killroy Was Here seria llançada com a NFT. La pel·lícula de 2021 Zero Contact, dirigida per Rick Dugdale i protagonitzada per Anthony Hopkins, també es va estrenar com a NFT.
L'abril de 2021, un NFT associat amb la partitura de la pel·lícula Triumph, composta per Gregg Leonard, va ser encunyat com el primer NFT per a una banda sonora de pel·lícules.
El novembre de 2021, el director de cinema Quentin Tarantino va llançar set NFT basats en escenes sense talls de Pulp Fiction. Miramax posteriorment va presentar una demanda afirmant que els seus drets cinematogràfics eren violats.

### Altres usos
S'han associat diversos mems d'Internet amb les NFT, que van ser encunyats i venuts pels seus creadors o pels seus subjectes. Els exemples inclouen Doge, una imatge d'un gos Shiba Inu el NFT del qual va ser venut per 4 milions de dòlars el juny de 2021, així com Charlie Bit My Finger, Nyan Cat i Disaster Girl.
Algunes estrelles pornogràfiques també han tokenitzat el seu treball pornogràfic, permetent la venda de contingut únic per als seus clients, encara que l'hostilitat dels mercats NFT cap al material pornogràfic ha presentat importants inconvenients per als creadors.
El maig de 2021, la Universitat de Berkeley va anunciar que subhastaria NFT per a les revelacions de patents per a dues invencions guanyadores del Premi Nobel: edició de gens CRISPR-Cas9 i immunoteràpia de càncer. La universitat continuarà sent propietària de les patents d'aquestes invencions, ja que els NFT només es refereixen a la forma de divulgació de patents universitàries, una forma interna utilitzada per la universitat per a investigadors que divulguen les invencions. Els NFT van ser venuts el 8 de juny de 2021, per 22 ETH.
Els tiquets, per a qualsevol tipus d'esdeveniment, s'han suggerit per a la venda com a NFT.Aquestes propostes permetrien als organitzadors d'esdeveniments o artistes obtenir els drets de reventa.
La primera protesta política acreditada com a NFT ("Destrucció del Monument Nazi simbolitzant la Lituània contemporània") va ser un vídeo filmat pel professor Stanislovas Tomas el 8 d'abril de 2019, i encunyat el 29 de març de 2021. En el vídeo, Tomas fa servir un martell per destruir una placa lituana patrocinada per l'Estat situada a l'Acadèmia Lituana de Ciències en honor del criminal de guerra nazi Jonas Noreika.

## Creixement i atractiu per al públic en general
El juny de 2017 CryptoPunks va ser llançat com el primer criptovalor no fungible a la blockchain de Ethereum per part de l'estudi nord-americà Larva Labs, un equip de dues persones format per Matt Hall i John Watkinson. A la fi de 2017 va sortir a la llum un altre projecte anomenat CryptoKitties que es va fer viral i posteriorment va recaptar una inversió de 12.5 milions de dòlars. RareBits, un mercat i casa de canvi de criptovalors no fungibles, va recaptar una inversió de 6 milions de dòlars. Gamedex, una plataforma de jocs de cartes col·leccionables que és possible gràcies a les NFT, va recaptar una ronda de llavors de 800.000 dòlars. Decentraland, un món virtual basat en blockchain, va recaptar 26 milions de dòlars en una oferta inicial de criptomoneda, i tenia una economia interna de 20 milions de dòlars al setembre de 2018. Nike té una patent per a les seves sabatilles NFT basades en blockchain anomenades 'CryptoKicks'. L'àlbum When You See Yourself de Kings of Leon és el primer àlbum musical distribuït com a criptovalor no fungible. Al febrer de 2021, la músic  Grimes va vendre al voltant de 6 milions de dòlars en art digital a Nifty Gateway

### Dapper Labs i NBA Top Shot
Dapper Labs, en col·laboració amb la NBA, va llançar en el primer semestre del 2020 una versió en proves de la seva aplicació basada en NFT col·leccionables i negociables, en la qual portaven treballant des de 2018. Ven tokens en packs que, segons diuen, contenen multimèdia i dades picats.l 1 d'octubre de 2020 va anunciar que havien sortit de la beta i es va obrir a tots els aficionats. A el 28 de febrer de 2021, Dapper Labs reportava més de 230 milions de dòlars en vendes brutes en l'aplicació.

## Crítiques

### Emmagatzematge fora de la cadena
Els NFT que impliquen art digital en general no emmagatzemen el fitxer al blockchain a causa de la seva mida. El token funciona d'una manera més similar a un certificat de propietat, amb una adreça web que apunta a la peça d'art en qüestió, fent que l'art encara estigui subjecte al trencament de l'enllaç. Com que els NFT estan funcionalment separats dels treballs d'art subjacents, qualsevol usuari pot guardar fàcilment una còpia de la imatge d'un NFT, a través del popular clic dret. Els partidaris dels NFT es desentenen d'aquesta duplicació d'obres d'art de NFT com una "mentalitat del clic dret", amb un col·leccionista comparant el valor d'un NFT comprat amb el d'un símbol d'estatus "per presumir de què poden pagar tant".
La frase "mentalitat del clic dret" es va estendre viralment després de la seva introducció, especialment entre aquells que eren crítics amb el mercat dels NFT, que utilitzaven el terme per demostrar la facilitat per capturar l'art digital NFT. Aquesta crítica va ser promoguda pel programador australià Geoffrey Huntley, que va crear "The NFT Bay", modelat en honor a The Pirate Bay. La badia NFT va anunciar un arxiu Torrent que contenia 19 terabytes d'imatges NFT d'art digital. Huntley va comparar el seu treball amb un projecte d'art de Pauline Pantsdown, i esperava que el lloc web ajudés a educar als usuaris en el que són els NFT i que no ho són.

### Problemes mediambientals
Les compres i les vendes de NFT es troben en una controvèrsia sobre l'ús d'alta energia i les consegüents emissions de gasos d'efecte d'hivernacle, associades amb les transaccions de blockchain. Un aspecte important d'això és el protocol de prova de treball requerit per regular i verificar les transaccions de blockchain en xarxes com Ethereum, que consumeix una gran quantitat d'electricitat. L'estimació de la petjada de carboni d'una transacció de NFT implica una varietat de supòsits sobre la forma en què aquesta transacció s'estableix en la cadena de blocs, el comportament econòmic dels miners de la cadena de blocs (i les demandes d'energia del seu equip miner), així com la quantitat d'energia renovable que s'utilitza en aquestes xarxes. També hi ha qüestions conceptuals, com si l'estimació de la petjada de carboni per a una compra de NFT hauria d'incorporar alguna part de la demanda d'energia en curs de la xarxa subjacent, o només l'impacte marginal d'aquesta compra en particular. Una analogia que s'ha descrit per a això és la petjada associada amb un passatger addicional en un vol d'aerolínia donat.
Algunes tecnologies NFT més recents utilitzen protocols de validació alternatius, com la prova de la participació, que tenen molt menys ús d'energia per a un cicle de validació donat. Altres enfocaments per reduir l'electricitat inclouen l'ús de transaccions fora de la cadena com a part de l'encunyació d'un NFT. Un nombre de llocs d'art NFT també estan buscant abordar aquestes preocupacions, i alguns s'estan movent a utilitzar tecnologies i protocols amb petjades associades més baixes. Altres ara permeten l'opció de comprar compensacions de carboni en fer compres NFT, encara que els beneficis mediambientals d'això s'han qüestionat. En alguns casos, els artistes NFT han decidit no vendre part del seu propi treball per limitar les contribucions d'emissions de carboni.

### Tarifes de l'artista i el comprador
Les plataformes de vendes cobren els drets dels artistes i compradors per encunyar, llistar, reclamar i vendre'ls de manera secundària. L'anàlisi dels mercats de NFT el març de 2021, en les seqüeles immediates de la venda de "Everydays: the First 5000 Days" de Beeple per 69,3 milions de dòlars, va trobar que la majoria de les obres d'art de NFT estaven sent venudes per menys de 200 dòlars, amb una tercera venda de menys de 100 dòlars. Les que venien per sota de 100 dòlars havien de pagar entre el 72.5% i el 157,5% d'aquesta quantitat en taxes per plataformes de vendes de NFT, el que significa que aquests artistes pagaven més diners en taxes que el que cobraven en vendes.

### Plagi i frau
Hi ha hagut exemples de "artistes que han copiat el seu treball sense permís" i venut com a NFT. Després que l'artista Qing Han morís el 2020, la seva identitat va ser assumida per un estafador i una sèrie de les seves obres es van fer disponibles per a la compra com a NFT. De manera similar, un venedor que posava com a Banksy va aconseguir vendre un NFT suposadament fet per l'artista per 336.000 dòlars el 2021; amb el venedor en aquest cas reemborsant els diners després que el cas cridés l'atenció dels mitjans.
Un procés conegut com a "sleepminting" també pot permetre que un defraudador encunyi un NFT a la cartera d'un artista i el transfereixi de nou al seu propi compte sense que l'artista s'adoni. Això va permetre que un white hat hacker s'emmarqués un NFT fraudulent que aparentment s'havia originat a partir de la cartera de l'artista Beeple.
La BBC va informar d'un cas d'intercanvi d'informació privilegiada quan un empleat del mercat de la NFT OpenSea va comprar uns NFT específics abans que es llancessin, amb el coneixement previ que serien promoguts a la pàgina principal de l'empresa. El comerç NFT és un mercat no regulat que no té recurs legal per a aquests abusos.